# Calliaspis
Calliaspis is een geslacht van kevers uit de familie bladkevers (Chrysomelidae).
De wetenschappelijke naam van het geslacht werd in 1837 gepubliceerd door Pierre François Marie Auguste Dejean.

## Soorten
- Calliaspis andicola Spaeth, 1905
- Calliaspis bicolor Boheman, 1856
- Calliaspis bohemani Baly, 1859
- Calliaspis brevicornis Spaeth, 1905
- Calliaspis cerdai Borowiec, 2003
- Calliaspis cinnabarina Boheman, 1850
- Calliaspis coccinea Spaeth, 1915
- Calliaspis cyaneomicans Spaeth, 1953
- Calliaspis discophora Boheman, 1850
- Calliaspis funeraria Boheman, 1850
- Calliaspis limbaticollis Spaeth, 1932
- Calliaspis nimbata (Perty, 1834)
- Calliaspis rubra (Olivier, 1808)
- Calliaspis sachaensis Borowiec & Stojczew, 1998
- Calliaspis sahlbergi Spaeth, 1923
- Calliaspis substriata Spaeth, 1932
- Calliaspis surinamensis Borowiec, 2000
- Calliaspis testaceicornis (Weise, 1904)
- Calliaspis umbonata Hincks, 1956
- Calliaspis wegrzynowiczi Borowiec & Stojczew, 1998